# The Royal Albert Hall Concert (album de Ludovico Einaudi)
 (octobre 2020).
Albums de Ludovico Einaudi
I primi capolavori
(2010) Islands - Essential Einaudi
(2011)
The Royal Albert Hall Concert est un enregistrement live en 2 CD du pianiste et compositeur italien Ludovico Einaudi, réalisé en 2010 à Londres.

## Album live pour piano et orchestre à cordes
Enregistré à Londres, le 2 mars 2010, au Royal Albert Hall. Première partie pour piano et ensemble concertant et seconde partie pour piano et orchestre. Tournée de présentation de l'album Nightbook.
Une version Deluxe est sortie la même année avec en plus des 2 CD, un DVD du concert reprenant les 20 mêmes titres.
Les titres proviennent des albums : Nightbook (CD1: 1 à 8 ; CD2: 1, 10, 11), Live in Prague (CD2: 2), I giorni (CD2: 3, 4, 5, 6, 7, 12) et Divenire (CD2: 8, 9),.
- les titres (CD1: 1, 2, 3, 5, 7, 8) sont pour piano, musique électronique, violoncelle, percussions et de nombreux autres instruments (glockenspiel, tambourin, violon, alto, guitare, basse électrique...)[4]
- les titres (CD1: 4, 6) sont pour piano et musique électronique
- les titres (CD2: 1, 2) sont pour piano solo
- les autres titres du CD2 sont des arrangements pour piano et orchestre à cordes (I Virtuosi Italiani Orchestra, composé de 4 altos, 8 violons, 2 violoncelles et 1 contrebasse)[2].

Le critique Graham Rickson considère qu'"Il s'agit d'une musique presque totalement dépourvue de prétention, les morceaux les plus réussis affichant une simplicité savante qui est finalement très attachante."

## Pistes
CD 1
1. The Planets – (3 min 33 s)
2. Lady Labyrinth – (4 min 58 s)
3. Nightbook – (7 min 17 s)
4. In Principio – (3 min 36 s)
5. Indaco – (7 min 26 s)
6. Bye Bye Mon Amour – (7 min 01 s)
7. The Crane Dance – (2 min 16 s)
8. The Tower – (8 min 36 s)

CD 2
1. Berlin Song – (4 min 24 s)
2. Tu sei – (8 min 07 s)
3. Melodia africana I – (2 min 00 s)
4. I due fiumi – (4 min 10 s)
5. In un'altra vita – (6 min 40 s)
6. Stella del mattino – (2 min 22 s)
7. I Giorni – (6 min 39 s)
8. Primavera – (7 min 54 s)
9. Divenire – (9 min 07 s)
10. Nightbook – (5 min 39 s)
11. Eros – (10 min 37 s)
12. La nascita delle cose segrete – (6 min 59 s)